# Jamesia
Jamesia é um género botânico pertencente à família Hydrangeaceae.

## Espécies
1. ↑  «Jamesia — World Flora Online». www.worldfloraonline.org. Consultado em 19 de agosto de 2020